# نیدهم (آلاباما)
نیدهم (به انگلیسی: Needham) شهری در شهرستان چوکتا ایالت آلاباما است که مساحت آن ۱٫۴۸ کیلومتر مربع است و در سرشماری سال ۲۰۱۰ میلادی، ۹۴ نفر جمعیت داشته و تراکم جمعیتی آن، ۶۳٫۵۱ نفر در هر کیلومتر مربع بوده است.